# هاشم‌آباد (مهریز)
هاشم‌آباد روستایی در دهستان خورمیز بخش مرکزی شهرستان مهریز استان یزد ایران است.

## جمعیت
بر پایه سرشماری عمومی نفوس و مسکن در سال ۱۳۹۵ این روستا بدون جمعیت بوده‌است.